# Procleonice prolixa
Procleonice prolixa là một loài ruồi trong họ Tachinidae.